# Estación Arboledas
Arboledas es una estación ferroviaria, ubicada en el Partido de Daireaux, en la Provincia de Buenos Aires, Argentina.

## Servicios
Es una pequeña estación del ramal perteneciente al Ferrocarril General Roca, desde la Estación General Alvear hasta la estación Pigüé.
No presta servicios de pasajeros. Sus vías están concesionadas a la empresa de cargas FerroExpreso Pampeano S.A..